# Carebara longii
Carebara longii é uma espécie de inseto do gênero Carebara, pertencente à família Formicidae.